# Arte indiana

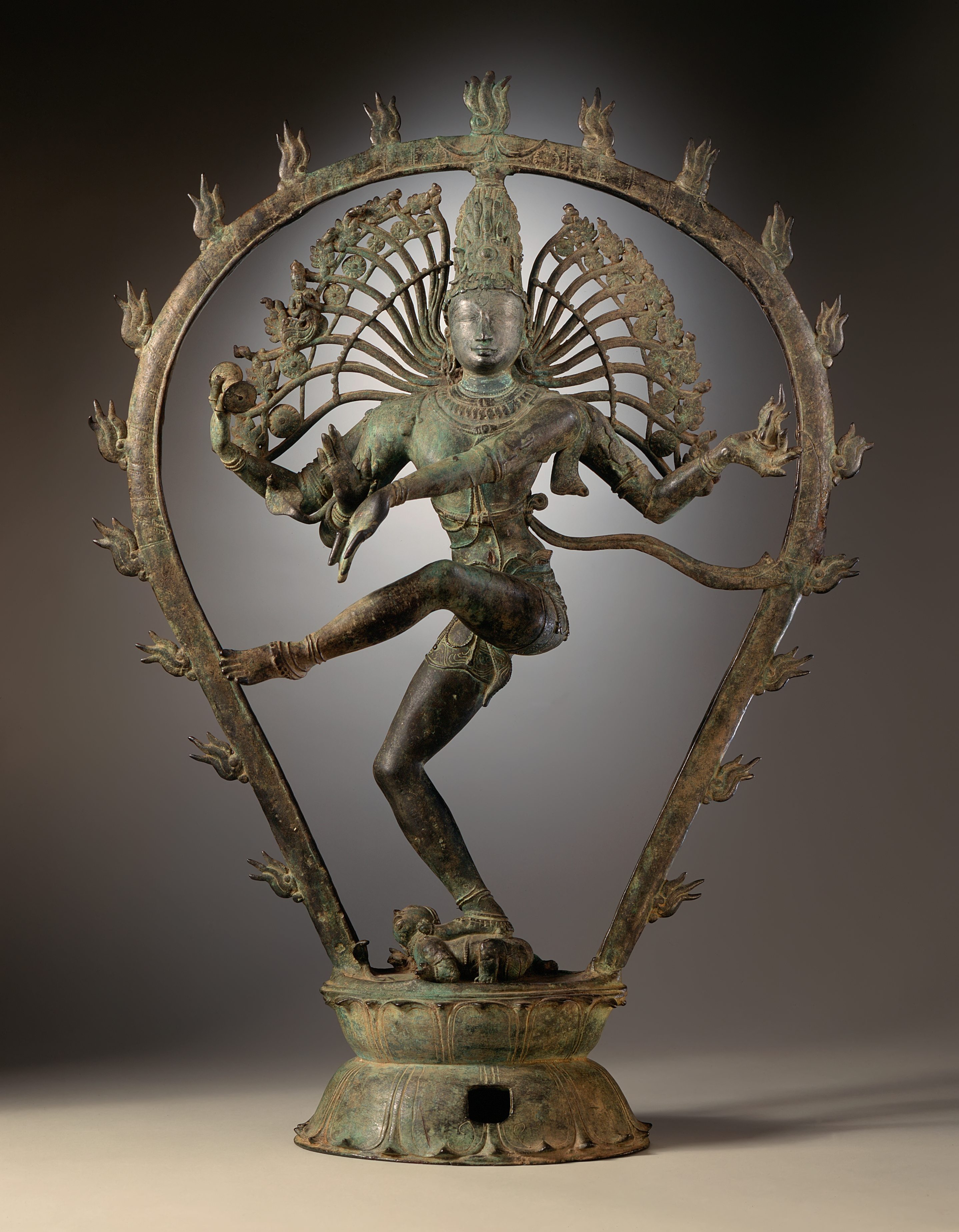
Scultura del Dio Shiva, Signore della danza

L'arte antica del subcontinente indiano (qui indicato per comodità come "India"), che include non solo l’odierna Repubblica dell’India ma anche il Pakistan, il Bangladesh, l’Afghanistan, il Nepal, il Bhutan e l’isola di Sri Lanka, comprende architetture, sculture e dipinti. Attualmente l’Archaeological Survey of India afferma di tutelare all’incirca tremilaseicento monumenti.
A causa, soprattutto, delle condizioni climatiche avverse, i dipinti pervenuti sono così pochi da rendere impossibile per molti periodi una classificazione cronologica e stilistica. Hanno inoltre collaborato alla loro quasi totale distruzione le guerre fra regni rivali e, dalla fine del XII secolo, le invasioni degli eserciti islamici, portatori di una fiera concezione monoteista e iconoclasta. Architetture e sculture sono invece ben rappresentate per tutti i periodi.

## Arte rupestre

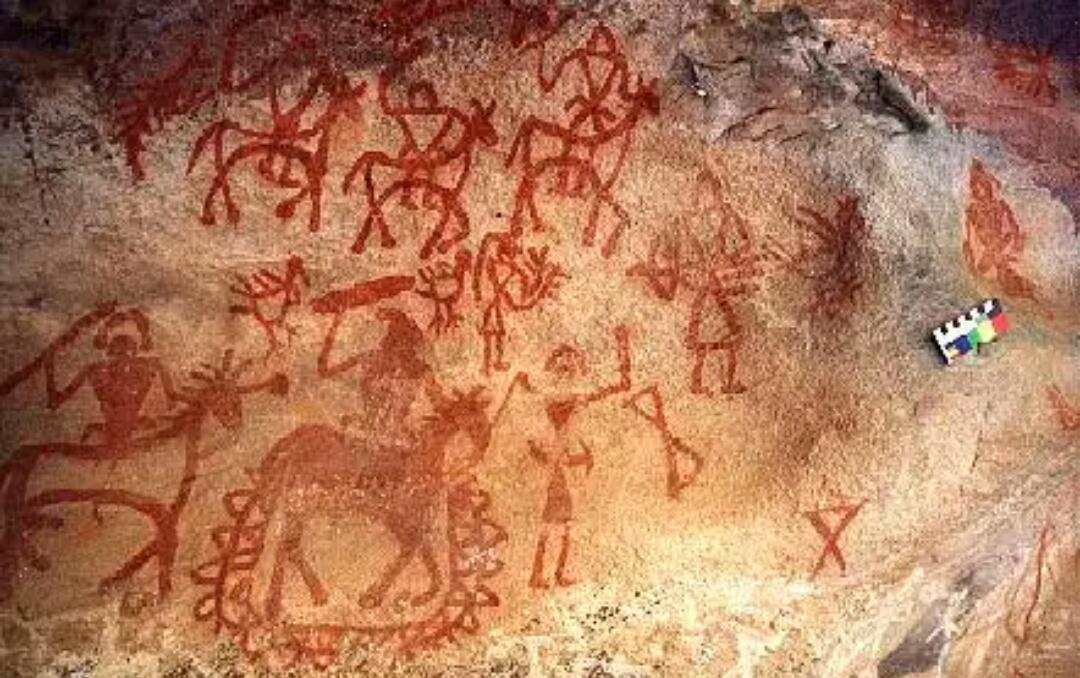
Bhimbetka, dipinti preistorici

Le prime attestazioni di arte rupestre indiana risalgono al periodo mesolitico (dal 10.000 all'8000 a. C.) e testimoniano la presenza di popolazioni nell'India del Nord.
In India sono stati scoperti più di 150 siti che presentano pitture in grotta, realizzate presumibilmente per scopi magici e propiziatori. I dipinti ritraggono scene quotidiane, come la raccolta di frutta e miele e la preparazione dei cibi, scene di danza e musica e immagini di caccia o lotta tra animali, di cui sono state individuate circa 30 specie diverse. I colori usati erano il rosso e il bianco, ricavati rispettivamente dall’ossido di ferro e dal calcare.
Gli esempi meglio conservati e più numerosi sono visibili nel sito di Bhimbetka nel Madhya Pradesh, dove sono attestate 642 grotte di cui circa 400 corredate da dipinti.

## Arte sacra
I monumenti, le sculture e i più rari dipinti si ispirano in gran parte alle religioni nate in India, di cui le più diffuse sono induismo, buddhismo e jainismo.
La religione buddhista e quella jainista presero piede intorno al VI secolo a.C., mentre l'induismo è un fenomeno molto articolato e complesso manifestatosi in vari stadi; il nome è stato attribuito a posteriori, ma le prime attestazioni di questo tipo di religiosità sono riconducibili alla civiltà della Valle dell'Indo con il culto della Grande Madre. In seguito la Grande Dea viene affiancata da uno sposo e infine viene subordinata a lui, fino a quando, durante il periodo Arya, incominciarono a fiorire divinità multiple, rappresentanti nella maggior parte dei casi fenomeni cosmici.
Secondo la tradizione nel vastissimo pantheon induista si trovano trentatré milioni di dei, inclusi dei locali e secondari. Queste religioni furono e sono tuttora un grande stimolo alla raffigurazione poiché la religione su un rapporto intimo ed emozionale con le divinità. Di conseguenza, la quasi totalità delle opere antiche può essere classificata come arte religiosa, cioè arte con lo scopo principale di veicolare significati metafisici.

## Civiltà della valle dell'Indo

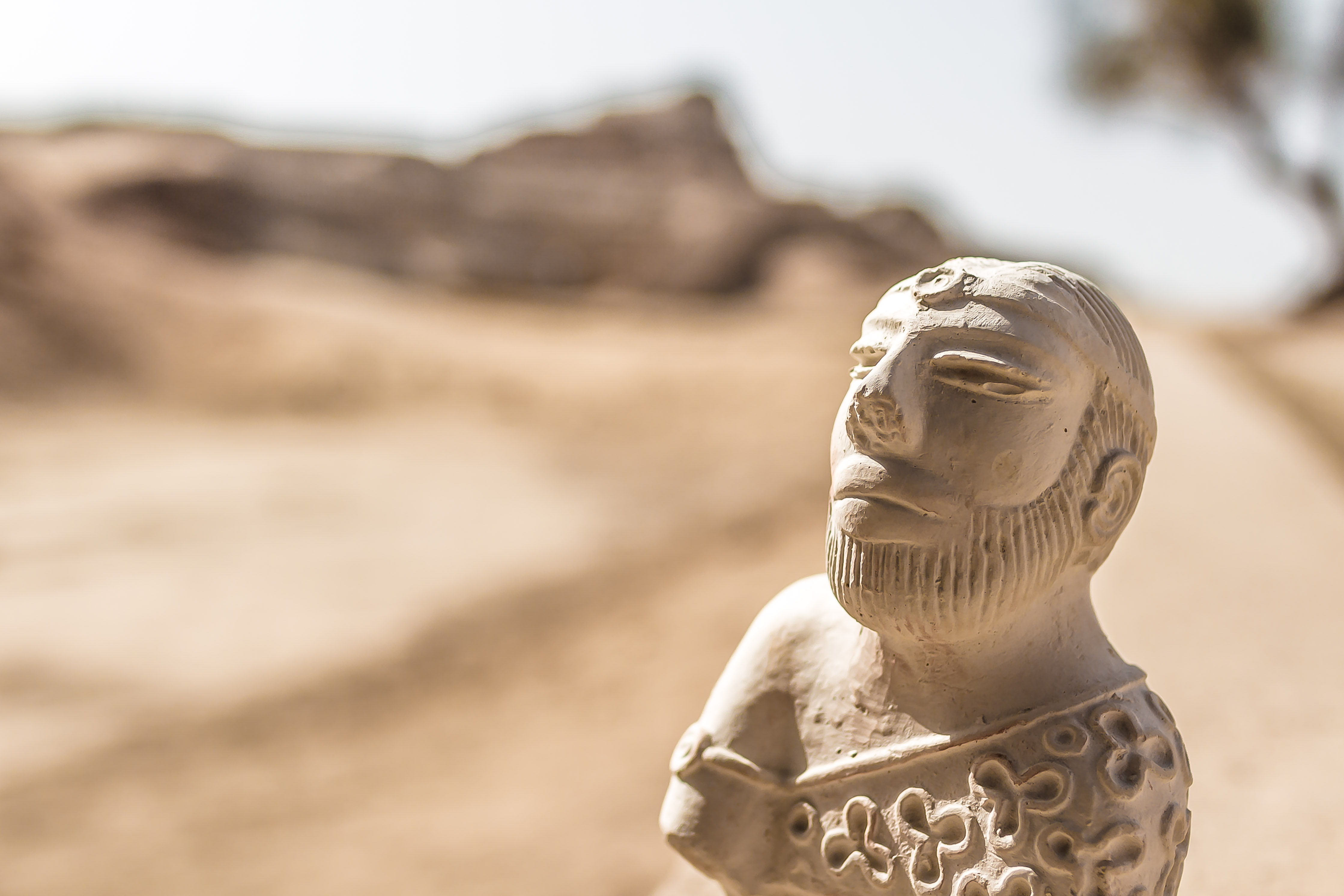
Mohenjo Daro, sacerdote-re

La civiltà della valle dell'Indo o vallinda, così chiamata perché si sviluppò lungo il corso del fiume Indo, risale al III millennio a.C. La civiltà deriva da un processo evolutivo autoctono iniziato nel periodo neolitico nell'area nord-occidentale del subcontinente indiano. Le due capitali gemelle Mohenjo Daro e Harappa, attualmente in Pakistan, sono tra i più importanti siti archeologici della civiltà vallinda insieme al porto di Lothal, in Gujarat, India. Proprio a Mohenjo Daro è stato trovato uno dei reperti più famosi dell'epoca: il piccolo torso in steatite del cosiddetto "prete-re". In generale, sono stati rinvenuti molti sigilli dello stesso periodo con raffigurazioni animali e figure femminili e questo lascia supporre il culto della natura e della Grande Dea, a cui rimandano anche le figure fittili collegate alla fertilità.
La sacralità della natura è attestata da figure femminili che producono piante dal corpo e la fertilità è simboleggiata, in primo luogo, da statue di donne con copricapi a paniere usati probabilmente come lucerne; le donne hanno spesso seni prosperosi e l'ombelico sporgente, caratteristiche tipiche della maternità. Fra i motivi animali più comuni spiccano l'unicorno (animale sacro), il toro gibboso, il rinoceronte, l'elefante, la tigre, il bufalo, lo zebù e il coccodrillo. Nei siti della valle del fiume Zhob sono state ritrovate statuette fittili rappresentanti il toro gibboso e figure femminili con copricapo, probabilmente dee madri, e simboli fallici in pietra e ceramiche decorate con motivi geometrici-naturalistici.
La civiltà vallinda incomincia a declinare tra il 1800 e il 1700 a.C. forse anche a causa dell'arrivo di popolazioni estranee, tra cui gli Arya, che domineranno fino al VII secolo a.C. Poi ha inizio un periodo di regni tribali e confederazioni tribali. Dal XVIII secolo fino al VI secolo a.C. non sono rimasti molti reperti, nemmeno archeologici, perciò ci sono circa 12 secoli di buio.

## Spedizioni di Alessandro Magno

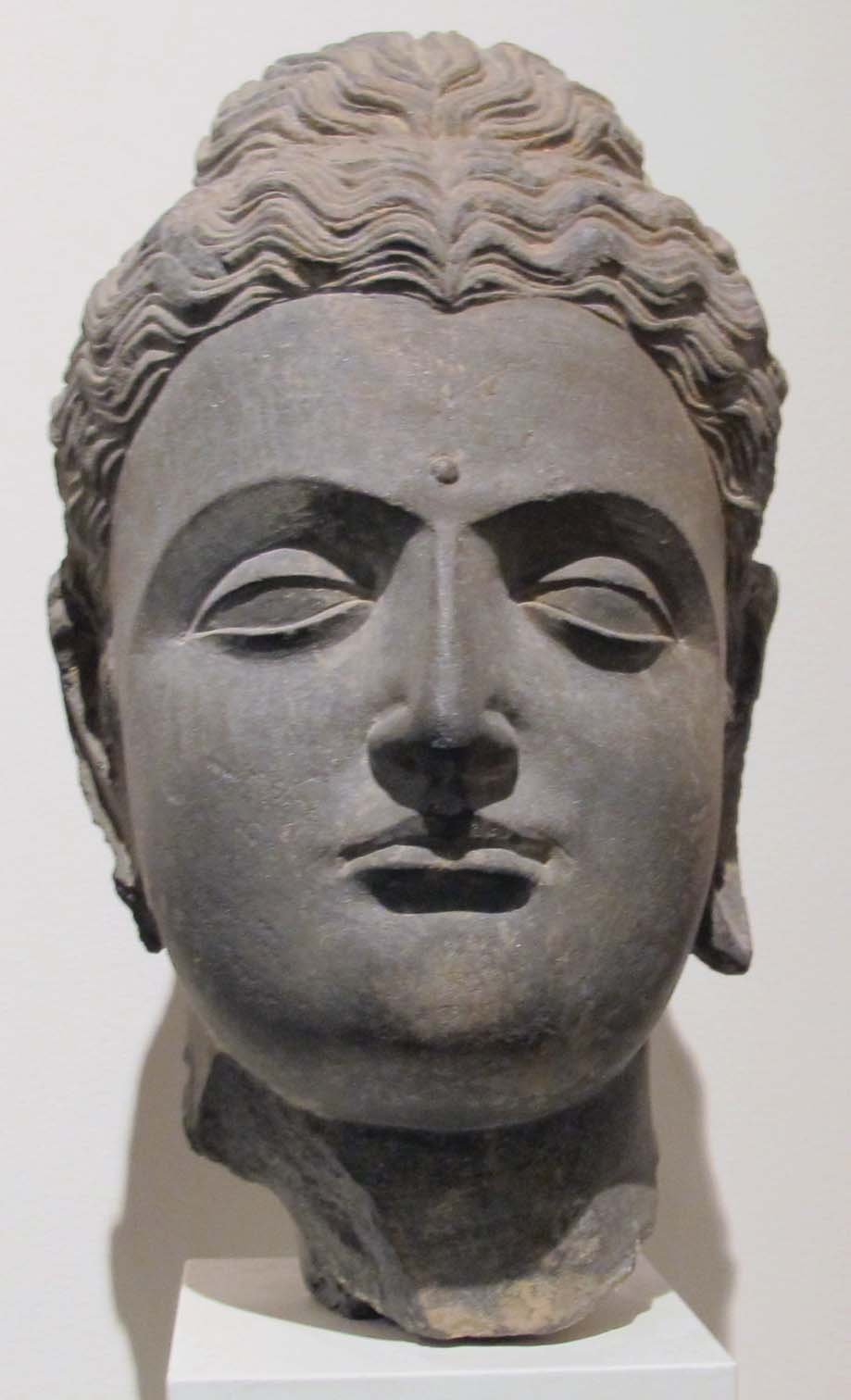
Gandhāra, testa di Buddha, I-III sec. d. C.

Gandhāra, Atlante alato, II-III sec. d. C.

Dal 327 al 325 a.C. Alessandro Magno conquistò i territori indiani del Sind, il Gandhāra e parte del Punjab. La spedizione comunque ebbe impatti politici minimi, poiché Alessandro morì pochissimo tempo dopo, nel 323 a.C. a Babilonia e i territori furono presto riconquistati dai regni del nord-ovest indiano. La campagna indiana di Alessandro Magno portò però a fecondi influssi culturali: in quei territori, civiltà greca e indiana si influenzarono a vicenda, producendo opere di innegabile fascino anche a molti secoli di distanza. Spiccano, in particolare, l'Atlante, soggetto tipicamente greco, come esempio di arte del Gandhāra del II-III secolo d. C., e il Buddha del I-II secolo d. C., sempre del Gandhāra. In quest'ultimo, l'influsso della scultura ellenica è evidente nella capigliatura dalle onde morbide, mentre gli occhi a petalo e le labbra carnose sono tipicamente indiani.

## L'impero dei Maurya
Attorno al 320 a.C. incomincia l'Impero Maurya, che durerà fino al I-II secolo d.C. A questo periodo (III-II secolo a.C.) risalgono terrecotte maurya raffiguranti fanciulle e alberi, retaggio dei culti sulla Grande Dea e sulla fertilità. La donna è associata al mondo naturale e può addirittura influenzarlo: la giovane, toccando le fronde, rese ripetendo lo stesso motivo con diverse inclinazioni, le fa fiorire. Le statuette femminili che si riferiscono al culto della Grande Dea indossano spesso vistosi ornamenti. Sempre durante l'epoca maurya, il buddhismo ha una notevole espansione e vengono innalzati innumerevoli stupa.

### Arte buddhista
La prima fase dell’arte buddhista è definita aniconica, in quanto il Buddha non è rappresentato in forma umana, ma solo tramite simboli, come le impronte dei piedi, il parasole, un trono vuoto, l’albero sotto il quale è avvenuta la bodhi, "l'illuminazione". Il Dio incomincia ad essere raffigurato con un corpo umano solo a partire dai primi secoli d.C.
All'arte buddhista appartengono anche le più importanti testimonianze superstiti di pittura indiana antica, ad Ajanta.

#### Stupa

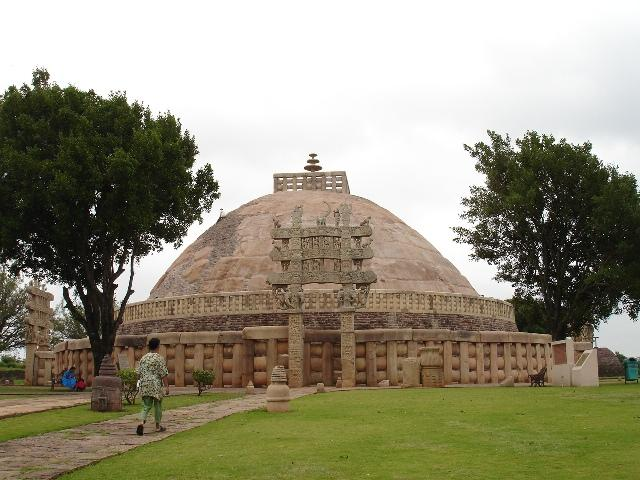
Sanchi, Stupa

Dei secoli II e I a.C. sono stati conservati alcuni grandi stupa [dal sanscr. stūpa, “cresta”, “sommità”], anche se è verosimile che i nuclei degli stupa più antichi risalgano al III secolo a.C.

##### Costruzioni in pietra e in grotta
Gli stupa sono costruiti per la maggior parte in pietra e sono fin dalle prime attestazioni ornati da sculture, rappresentanti grandi imprese collettive promosse da comunità di monaci e di laici. Il sito di maggior rilievo degli antichi stupa in pietra è la collina di Sanchi, nell'odierno Madhya Pradesh, dove spicca il Grande stupa, il monumento più conosciuto e importante di questa fase storica. Invece nel Deccan occidentale, l’odierno Maharashtra, sfruttando la morfologia del territorio, molti complessi monastici vennero ricavati dai fianchi delle colline rocciose. L’esempio più antico di tempio scolpito in grotta si trova nel sito di Bhaja.

##### Funzione e significato dello stupa

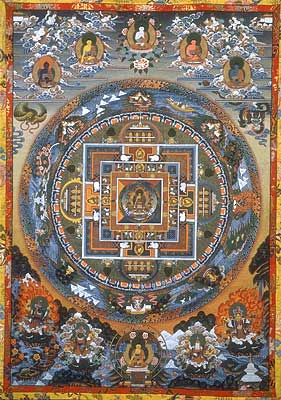
Mandala

Gli stupa erano luoghi di commemorazione, con una forte valenza simbolica. I monumenti erano il punto di riferimento dei centri buddhisti e comprendevano sia santuari sia dimore per i religiosi. Originariamente si trattava di una struttura funeraria, dove era possibile conservare reliquie, tuttavia l’interpretazione complessiva delle architetture rimaste risulta molto più complessa. 
La struttura essenziale era costituita da più parti ben definite, ognuna carica di significati metafisici, e il cui insieme si configura come una rappresentazione simbolica dell’universo, “mandala”. Il mandala (letteralmente “cerchio”) è un diagramma sacro, una sorta di microcosmo che rappresenta il macrocosmo. La pianta dell’edificio riflette chiaramente lo schema classico del simbolo, cioè un quadrato con quattro aperture in direzione dei punti cardinali, un cerchio inscritto e un centro, “omphalos”. Lo stupa rappresenta sia il “corpo” dell’Illuminato sia la materializzazione del suo dharma (“legge”) buddhista. Nel culto, lo stupa è meta di devozione e pellegrinaggio, nello specifico il fedele doveva fare la circumambulazione, “pradakshina”, cioè doveva camminare intorno al tempio in senso orario porgendo il lato destro alla struttura. Il monumento è anche luogo di insegnamento, grazie ai rilievi scolpiti e alle sculture che trasmettono la conoscenza della dottrina.

##### Struttura e simboli

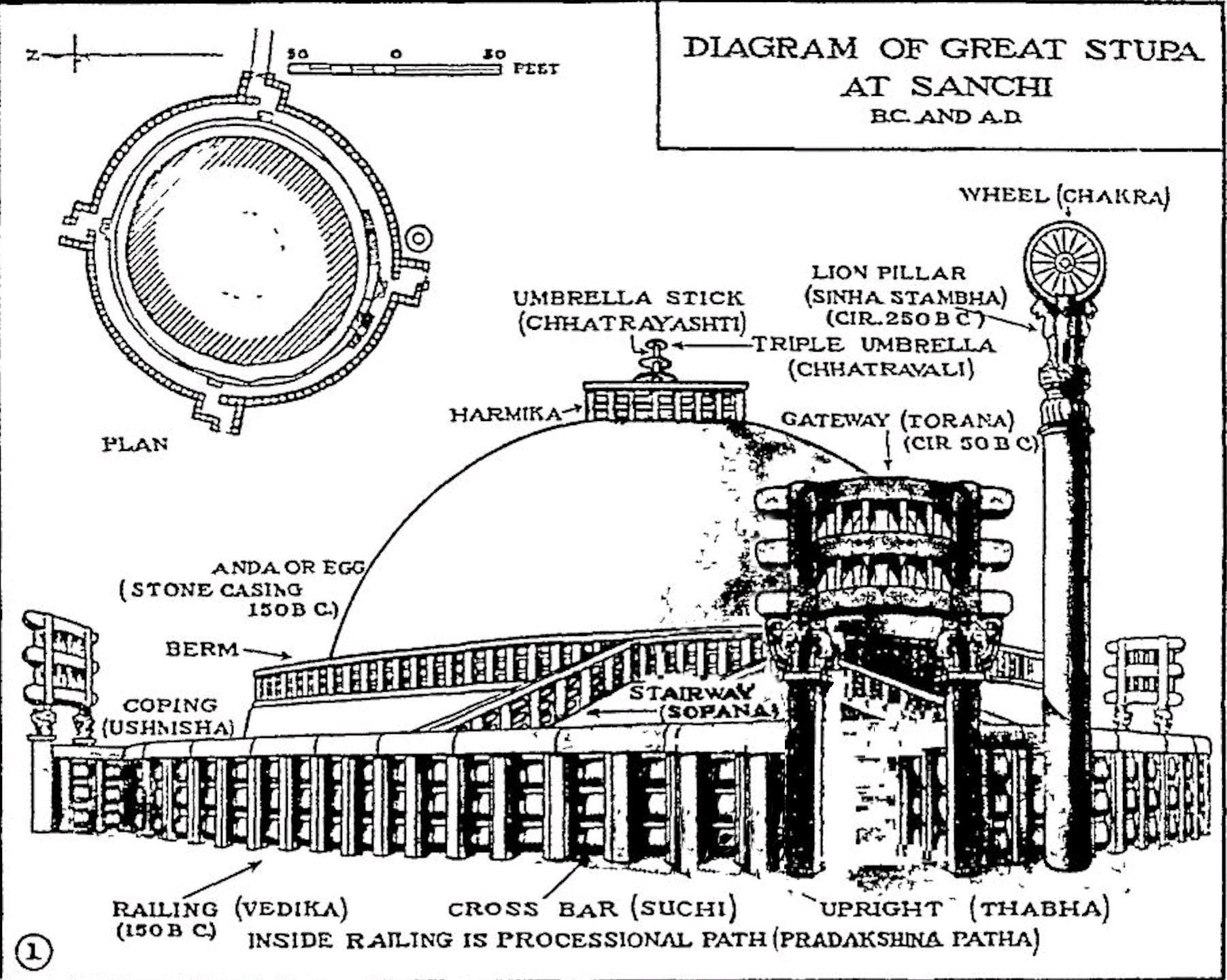
Diagramma del Grande stupa di Sanchi

Tipicamente, lo stupa è circondato da una cancellata di pietra, vedika, che si apre in direzione dei punti cardinali con portali monumentali, torana.
Partendo dal basso, lo stupa vero e proprio è composto da un basamento, medhi, inizialmente di forma circolare (in seguito prenderà piede la pianta quadrata), che rappresenta la Terra.
Sopra di questo poggia la grande calotta, anda, ('uovo'), simbolo della volta celeste. Negli stupa più antichi è di forma semisferica, ma poi tenderà ad allungarsi. 
All’interno dell'anda vengono poste le reliquie, che non devono essere contemplate, ma celate e conservate. Le reliquie sono il sacro germe da cui irradia la totalità del cosmo. Comunque, le reliquie non sono sempre presenti negli stupa.
La calotta è attraversata da un palo, yashti, che fuoriesce dall’alto ed è la rappresentazione simbolica dell’asse cosmico, che trovandosi al centro del mondo ha il compito di tenere separati cielo e terra.
Negli stupa più antichi intorno al palo si trova una piccola cancellata quadrangolare, la harmika, che può essere interpretata in più modi. Alcuni studiosi credono che simboleggi il trono del Buddha o un altare, altri credono che riprenda in modo stilizzato una pratica comune andata scomparsa, cioè quella di creare piccoli giardini quadrati dove far crescere un albero, sede di antichi spiriti e simbolo della budhi. Se l’ultima ipotesi è vera il palo rappresenterebbe l’albero, a sua volta simbolo del pilastro cosmico.
Al culmine del palo si trova una serie di parasoli, chhattra, simboli di regalità.

#### Raffigurazione del Buddha

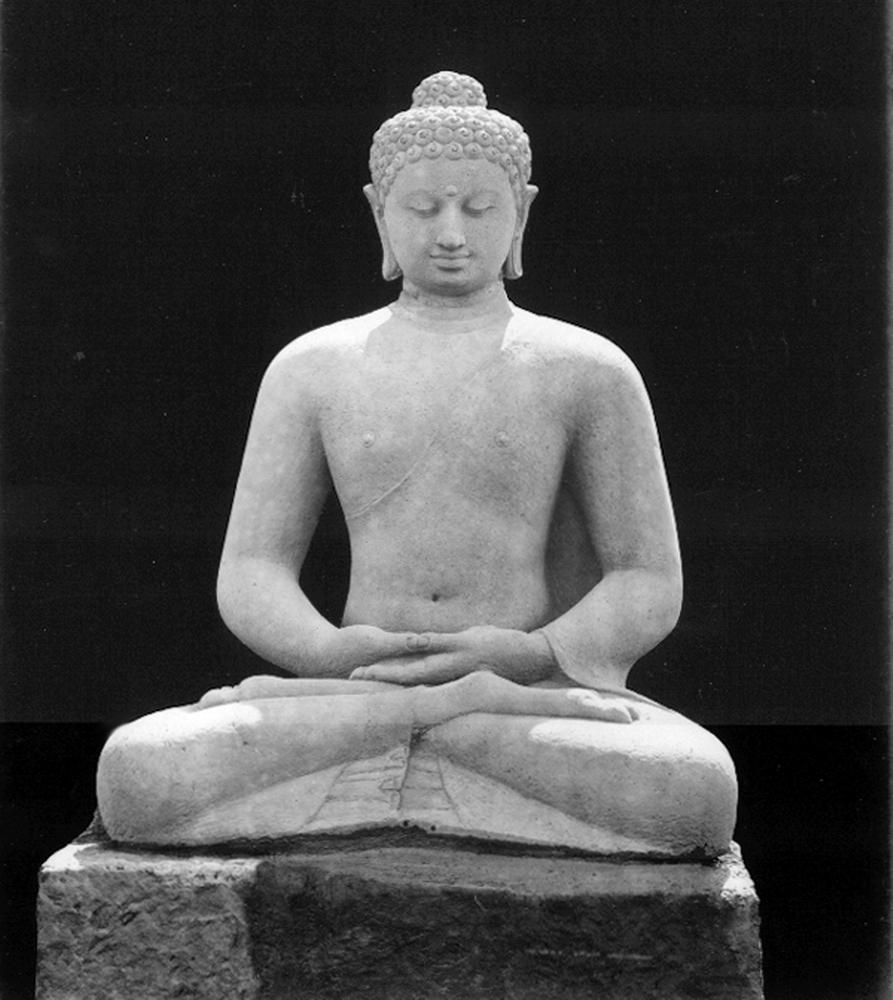
Statua del Buddha seduto

Le prime raffigurazioni del Buddha in forma antropomorfa risalgono al II secolo d.C. e si trovano a Mathura e a Gandhāra. Durante l'epoca gupta queste raffigurazioni incominciano a diffondersi su larga scala in tutto il territorio indiano. L'immagine del Buddha è intrisa di simboli, che testimoniano la sua natura superiore. Egli racchiude in sé tutto l'esistente, è il sovrano universale dello spirito, sostegno del mondo, e porta sul corpo i segni, "lakshana", della sua divinità. Tradizionalmente la scultura include:
- l'ushnisha, la protuberanza in cima al capo
- l'urna, il ciuffo di peli fra gli occhi, entrambi simboli di infinita sapienza[14]
- la dharmacakra, la ruota della Legge sui palmi delle mani e sulla pianta dei piedi, antico simbolo indiano di sovranità, protezione e creazione
- il petto poderoso, come quello di un leone
- i lombi delle orecchie allungati, perché in vita, quand'era un principe, portava pesanti orecchini
- I capelli corti, perché quando rinunciò al mondo si recise le chiome

Inoltre indossa una veste ascetica ed è spesso raffigurato in posizione seduta, con le gambe raccolte e incrociate, come un meditante. Le sue mani sono quasi sempre atteggiate in diverse mudra, letteralmente sigilli, che indicano o un suo atto o il suo stato psichico.

## Impero gupta: l'età classica indiana
Il periodo gupta, considerato il cuore dell'età classica indiana, è compreso tra il IV e il VI secolo d.C. È l'apogeo della scultura indiana, e proprio durante quest'impero vengono innalzati i primi templi hindu. Dal VII secolo d.C. si formano innumerevoli regni regionali, che se da una parte determinano l'instabilità politica, dall'altra arricchiscono l'India di una serie di capolavori ascrivibili alla varie dinastie. Nel 1192 ha inizio infine la dominazione musulmana in India.

### Templi hindu

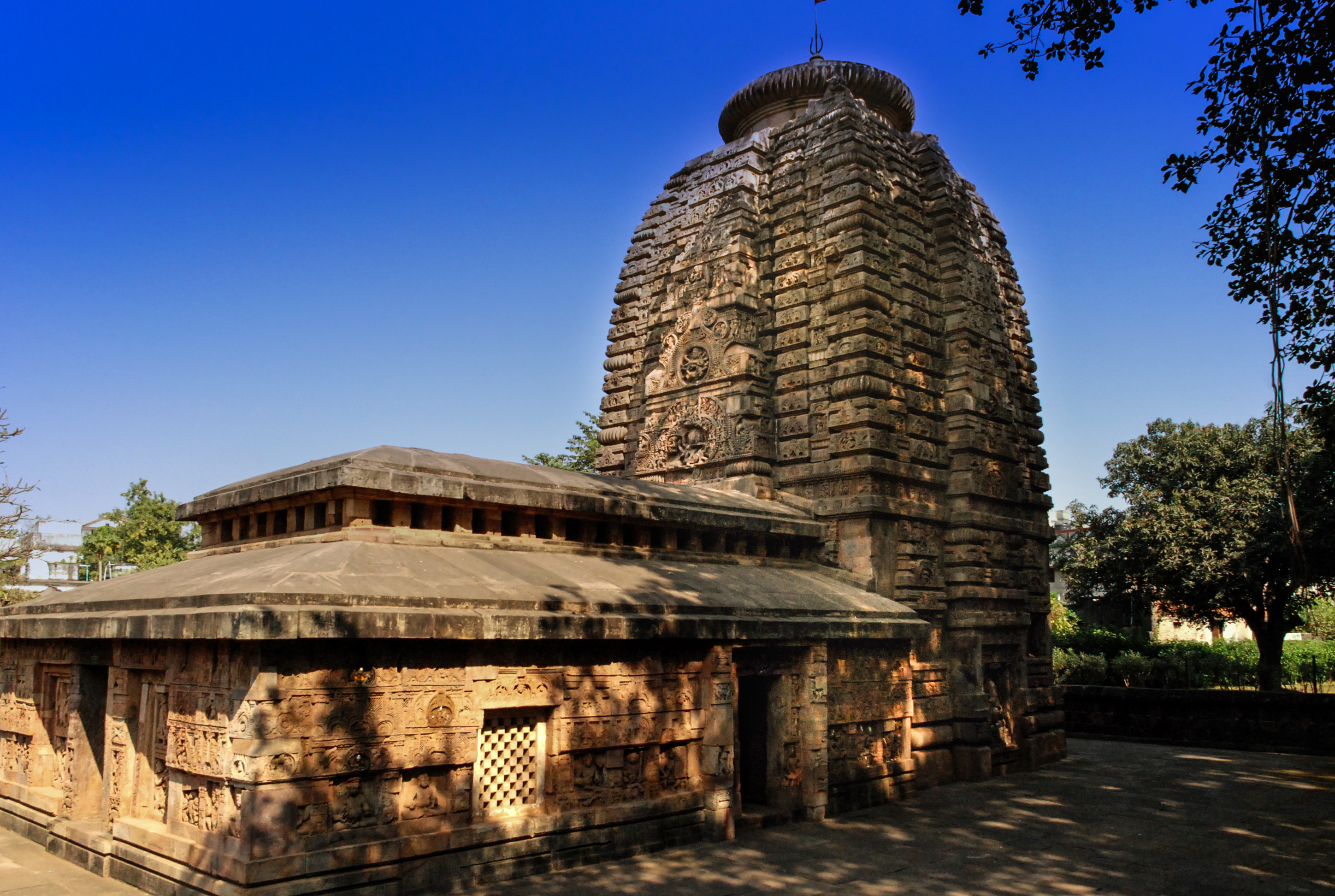
Tempio di Parashurameshvara, costruito intorno all'anno 650 d.C. in Orissa

Il tempio hindu è considerato la dimora delle divinità, come testimoniano i nomi sanscriti dati all’edificio: devayatana, devajula, devalaya, letteralmente “casa del Dio”, e mandira “palazzo”. I fedeli si recano al tempio per incontrare la divinità, renderle omaggio (con doni di fiori, monete, incensi, frutti e così via) e per godere della darśana, “visione”, in comune con la divinità.

#### Forme iniziali dei templi
Le forme iniziali di architettura hindu sia in grotta sia edificati in pietra sono di impianto modesto, anche se da subito ornate di preziose sculture. Questo a causa delle tecniche di costruzione usate, che rendono i luoghi interni dei templi ristretti, se non angusti. I tempi hindu infatti non sono costruiti con cupole o archi (elementi che si diffonderanno solo con l’avvento islamico), ma tramite sovrapposizione di elementi trabeati. I primi esempi di tempio hindu sono costituiti perciò da piccole celle, garbhagriha in sanscrito, cioè “casa dell’embrione”, dove viene posta l’immagine, per la maggior parte dei casi una stele o una statua, della divinità a cui è dedicato il tempio. Il nome “casa dell’embrione” comunica al fedele la potenza della divinità, che per sua stessa essenza è il germe di tutto l’esistente. Sopra le celle torreggiano delle sovrastrutture che slanciano l’edificio verso l’alto, a loro volta sovrastate da una grossa pietra scanalata. Le garbhagriha sono spesso precedute da portico di accesso, antarala, e sono visibili nelle architetture di Trivikrama a Ter e di Sanchi dei sec. V-VI d.C.

#### Struttura a partire dal VI secolo
Dal VI secolo in poi entrambe le tipologie, in grotta ed in pietra, assumono forme molto più articolate e le parti principali delle strutture prendono caratteristiche differenziate. In aggiunta alla cella o garbhagriha si definiscono quindi:
- antarala: il portico
- mandapa: sala a pilastri o padiglione
- il corridoio che unisce cella e padiglione
- la sovrastruttura della cella

Questi elementi rimarranno come modello per i templi indù delle epoche successive.
Nella misura in cui lo permette la conformazione del luogo, i templi in pietra e i tempi in grotta più importanti possiedono diversi padiglioni, sale più grandi rispetto alle celle, spesso dotate di colonne e sculture. L’ingresso al corpo del tempio, costituito dalla successione mandapa-garbhagriha, avviene di norma tramite i portici, posti ai punti cardinali del mandapa. La parte più interna e sacra del tempio risulta in questo modo oscura e articolata, e le sculture che emergono dalle ombre suscitano mistero ed estraniamento, aiutate anche dai forti profumi, colori (andati purtroppo perduti nei templi antichi) e suoni che permeano il tempio.

#### Significato simbolico
Il luogo di culto hindu racchiude nella sua stessa architettura diversi significati simbolici, primo fra tutti quello della creazione per emanazione (shrishti). Secondo il pensiero hindu la creazione non è avvenuta ex novo in un lontano passato, ma il divenire promana dalla prakriti, la “natura”, in un continuo presente. Ora, il monumento sembra dominato proprio da tale movimento emanatorio. Dalla “casa dell’embrione” si procede verso le pareti più esterne, verso il mondo delle forme, dove le unità architettoniche sono in continua replica e si può godere della piena e infinita manifestazione divina espressa dalle statue e dalle immagini scolpite. Ogni tempio è in qualche modo il centro dell’universo, il luogo da cui ha origine il tutto.

#### Siti principali
Per un certo periodo le due diverse categorie di monumenti, in costruzione o in grotta, si succedono e in parte si affiancano nei vari siti. In generale però, negli esordi locali vediamo soprattutto scultura su roccia viva rispetto a costruzioni strutturali che presentavano problemi statici maggiori. Questo avviene nell’arte Pallava del Tamil Nadu che inventa fra l’altro, con i suoi esempi monolitici, il tempio scolpito a tutto tondo; e nell’arte dei Chalukya di Badami nel Karnataka. L’architettura in grotta raggiunge la sua apoteosi nel sito di Ellora dove in un periodo pressappoco databile tra il VI e X secolo si alternano monumenti buddhisti, hindu e jaina, con al centro quello che è il capolavoro assoluto dell’architettura scolpita indiana: il tempio shivaita del Kailasanatha (VIII secolo) interamente monolitico. Intorno all’anno Mille invece si ha l’apogeo dei templi in pietra. Di questo periodo sono infatti i templi di Khajuraho nel Madhya Pradesh, di Bhuvaneshvar nell’Orissa e il tempio di Modhera in Gujarat. Nei secoli successivi, dopo l’insediamento dei musulmani nell’India del Nord, l’arte indiana declina per lasciare il posto ai monumenti islamici. Assume un ruolo di continuità l’arte dell’India del Sud, meno toccata dalle invasioni. Ma in ogni caso, in termini generali, l’avvento islamico rappresenta una cesura nell’arte indiana.

### Scultura hindu e raffigurazioni sulle pareti dei templi
Nei primi secoli d.C. gli dei hindu sono raffigurati con sembianze antropomorfiche e sono disposti nei templi secondo la loro importanza e in rispetto dei propri ruoli nella progettazione iconografica dei monumenti, in immagini scolpite sulle pareti o sculture, dove si manifestano al fedele tramite quel processo di emanazione di cui si è detto. Molto spesso l’immagine rappresenta il momento cruciale di un mito e ogni dio ha caratteristiche specifiche per cui può essere facilmente riconoscibile dal devoto, che ne fa un oggetto di meditazione.

#### Raffigurazioni divine

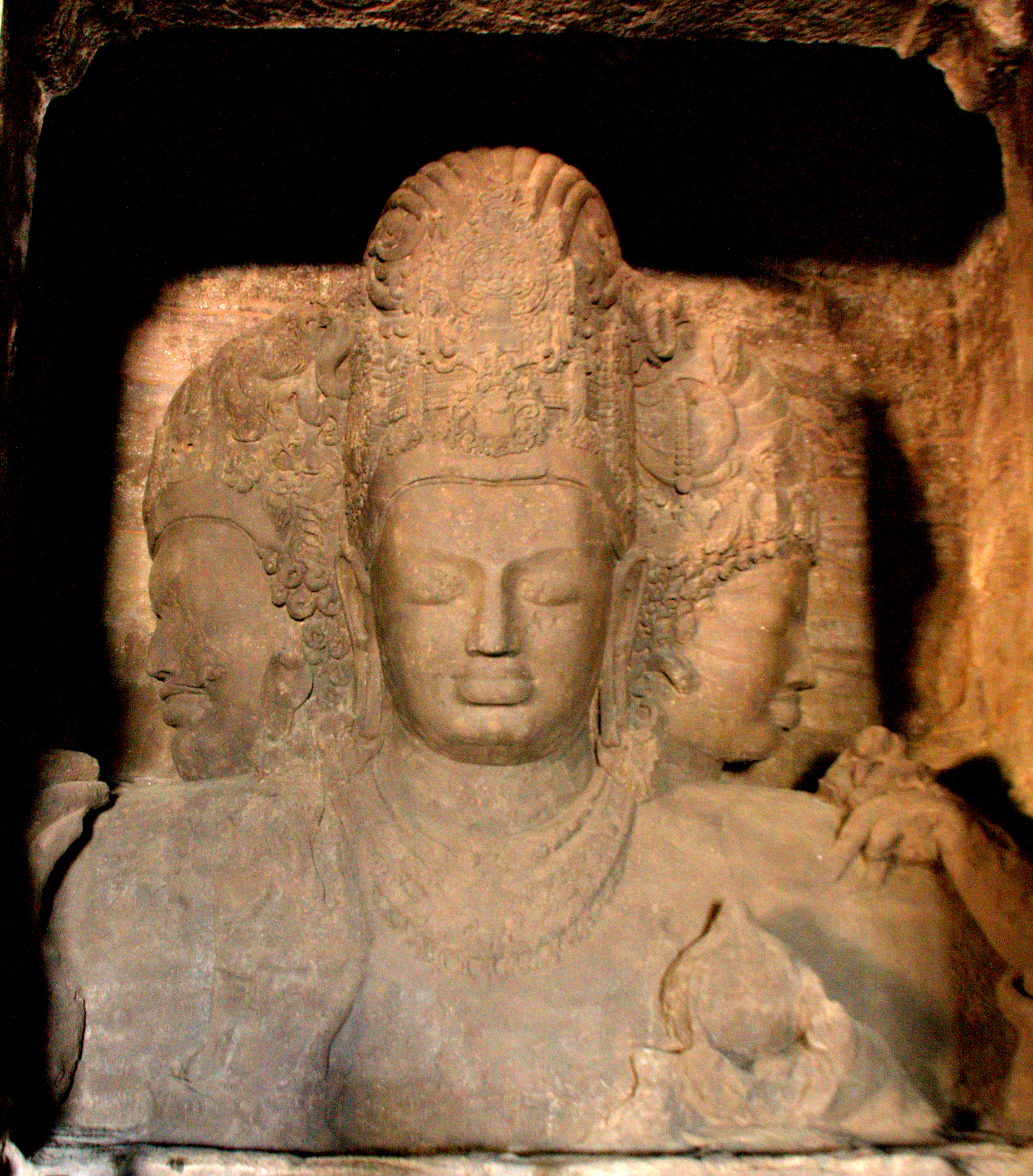
Elephanta, Trimurti

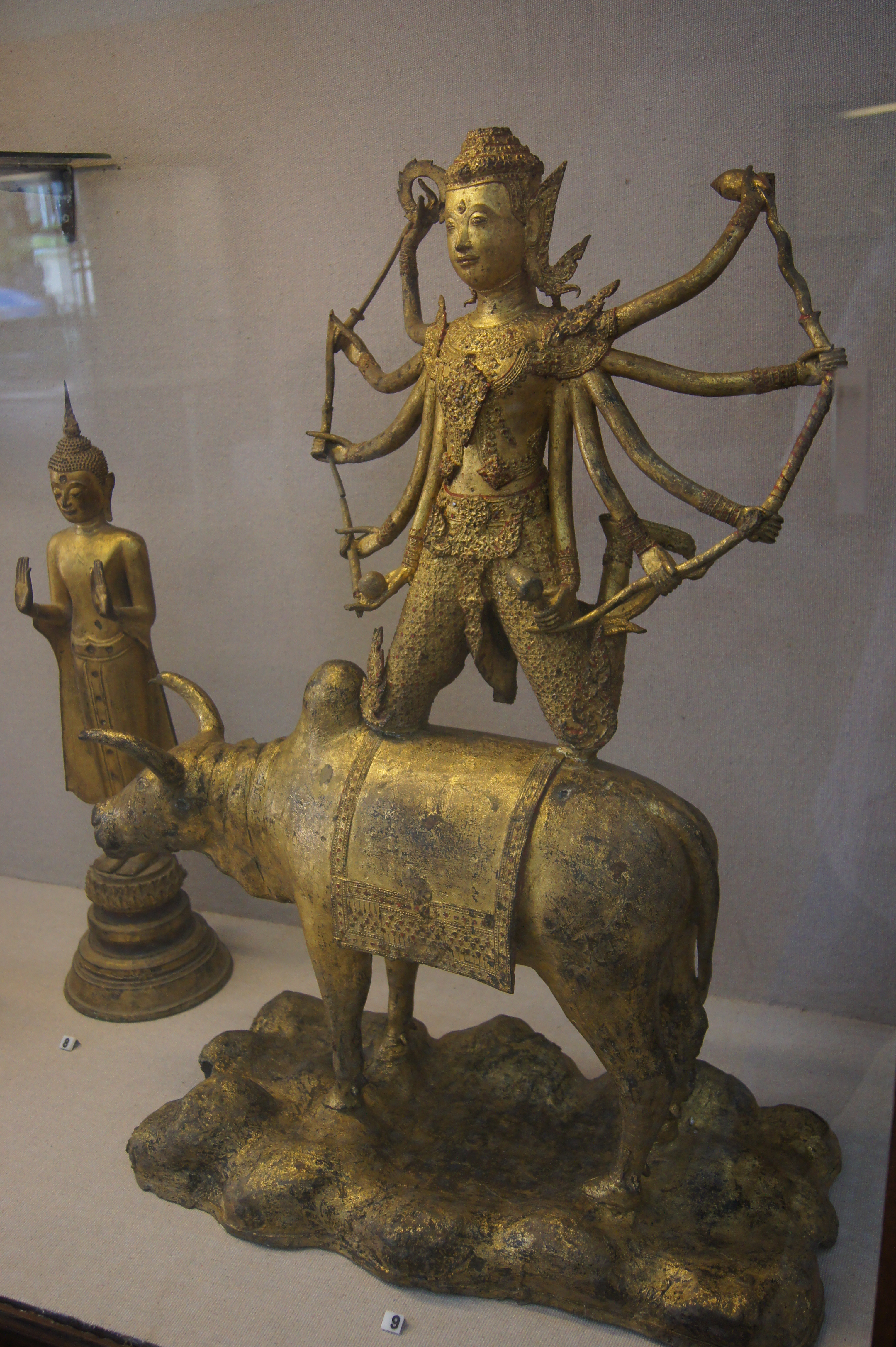
Il Dio Shiva sul suo vahana, il toro Nandin

A dominare la scena del sacro è la Trimurti, la "triplice forma" assunta dal Divino nel processo di emanazione, conservazione e dissoluzione dell'universo. L'unico Signore ineffabile, il Grande Dio, Mahadeva, ha una forma trinitaria. Nella triplice figura della Trimurti sono presenti i tre grandi dèi induisti, venerati anzitutto in maniera separata: Brahma, Vishnu e Shiva.
Tutti gli dei hindu sono generalmente adorni di gioielli, manifestazioni di regalità e buon auspicio, e per esprimere tutta la loro potenza, il loro dominio sullo spazio e le loro innumerevoli funzioni vengono spesso raffigurati con molte braccia e in alcuni casi con molte teste. Atteggiano le mani a diverse mudra, gesti simbolici propiziatori di buona salute fisica, energetica e spirituale, e sorreggono attributi, per i quali sono subito riconoscibili, che simboleggiano virtù e poteri propri della divinità. Tutti gli dei maschi hanno una sposa, e più in generale ogni divinità ha un vahana, cioè un “veicolo”, che la accompagna e sul quale molto spesso è raffigurata cavalcioni o in piedi. In origine erano, presumibilmente, i doppi animali di certe divinità, poi diventano simboli identificatori di ciascuna, come gli attributi.
Le raffigurazioni divine si dividono in due categorie: le shanta, “pacificate”, e le ugra, “terribili”. Nella prima categoria rientrano tutte le divinità benefiche mentre nella seconda troviamo divinità evocatrici di morte e dissoluzione. Nell’iconografia queste ultime sono accompagnate da simboli di morte come teschi e serpenti e il corpo umano, che nell’arte indiana è governato da un alto ideale di bellezza, risulta spaventoso.

#### Raffigurazioni femminili
Oltre a raffigurazioni di esseri superiori si ritrovano sulle pareti dei templi anche immagini di uomini e donne comuni insieme a figure di animali e di elementi naturali; in particolare, si trovano figure femminili di estremo fascino e sensualità.
L’ideale di bellezza femminile è ben definito e genera nell’arte indiana linee molto peculiari: la donna deve essere snella ma prosperosa, morbida, con fianchi pieni, vita stretta, seni rigogliosi e perfettamente tondi, braccia e gambe flessuose e capelli lunghi acconciati, che esprimono una femminilità ordinata e appagata, mentre quelli sciolti sono riservati alle dee terribili in quanto simbolo di pericolo e lutto. Le figure femminili ideali oltre a essere rappresentazioni di bellezza beneaugurante sono anche simboli della fertilità nascosta nell’attrattiva sessuale della donna.

#### Raffigurazioni di coppia o di gruppo

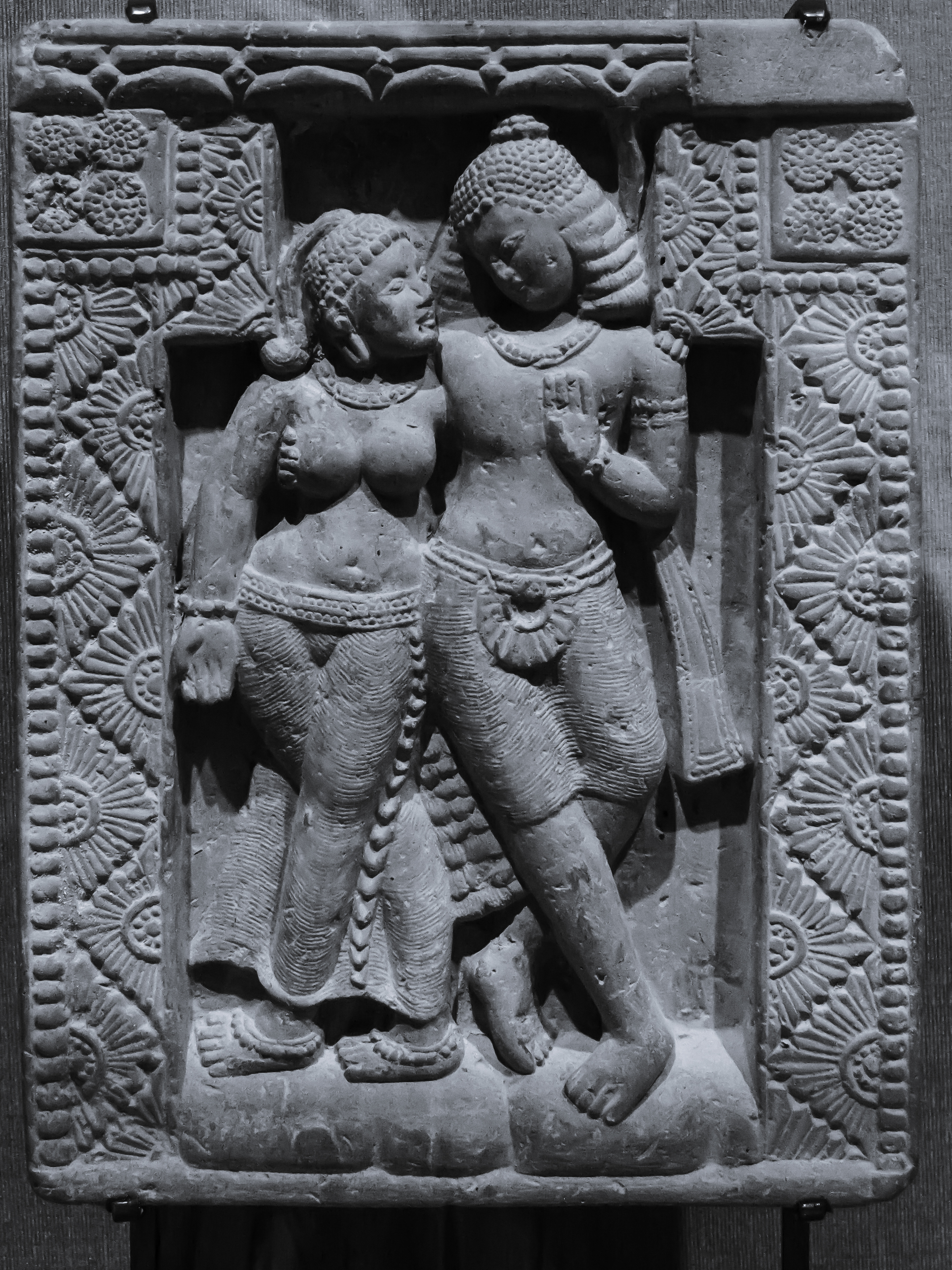
Scena mithuna in un tempio Hindu

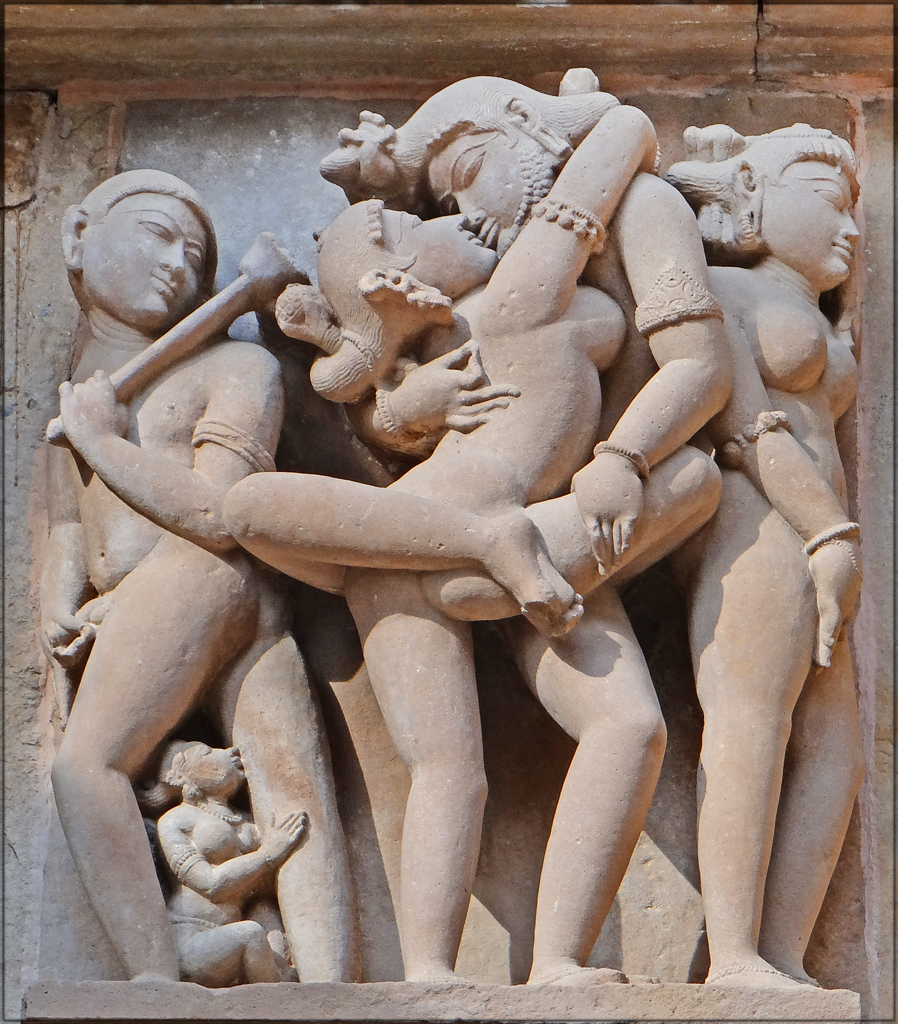
Scena maithuna nel sito di Khajuraho

Un altro e ancora più esplicito rimando alla fertilità sono le immagini di coppia (mithuna), dove l’atteggiamento degli amanti, siano essi esseri celesti o uomini comuni, è affettuoso e in alcuni casi allusivamente sessuale. Ancora più sorprendenti sono le raffigurazioni di coppia o le meno frequenti immagini di gruppo, in questo caso composte da esseri umani e talvolta da animali, in atteggiamenti erotici (maithuna). Questo genere di raffigurazione si diffonde su larga scala a partire dal X secolo sulle pareti esterne dei templi: i siti in Orissa e a Khajuraho ne sono l’esempio più prominente. Siamo qui nel contesto di culti sulla fecondità; la coppia ripresa in atti sessuali è ben augurante, genera prosperità ed è dotata di valenza protettiva.